# Constitución de la Provincia de La Rioja
La Constitución de la Provincia de La Rioja es la norma fundamental de dicha provincia argentina, sancionada el 29 de noviembre de 1855 luego que el Congreso Nacional, en 1854, reglamentara el art. 5.º de la Constitución Nacional a fin de que las provincias legislaran sus propias constituciones, reconociendo su prevalencia a la formación del Estado Nacional.
La Constitución Provincial de La Rioja tuvo modificaciones en 1865, 1909, 1933 y 1949. En 1986, con el retorno de la democracia en Argentina, La Rioja sancionó una nueva constitución, la cual fue modificada en 1998, 2002, 2008, 2019, y 2024.

## Historia

### Antecedentes
Durante el periodo de organización del Estado Nacional Argentino, la inestabilidad política e institucional que se produjo de 1815 a 1820 conjugo un rol clave para la declaración de las autonomías provinciales de la Nación.
Acontecimientos como disolución de la Asamblea del Año XIII, la Declaración de la Independencia, la Batalla de Cepeda y la disolución del Directorio de las Provincias Unidas del Río de la Plata, el último de los denominados "gobiernos patrios", impulsaron la idea una organización institucional con carácter federal. Así las provincias del Río de La Plata comenzaron a declarar su autonomía del orden nacional. Estas nuevas jurisdicciones estarían derivadas de las intendencias de Buenos Aires, Córdoba del Tucumán y Salta del Tucumán que iniciaron un proceso de subdivisión.
La Rioja se encontraba dentro de la intendencia de Córdoba del Tucumán junto a Mendoza, San Luis, San Juan y Córdoba. 

### Declaraciones de Autonomía
El 24 de mayo de 1815, motivado por las proclamas independentistas del intendente gobernador de Córdoba, José Javier Díaz, se llevó a cabo la primera declaración de autonomía de La Rioja en un Cabildo Abierto. Esté declaró la autonomía de la provincia de la Intendencia de Córdoba y designó a Ramón Brizuela y Doria, como teniente gobernador. Sin embargo esta declaración no se consolido en el tiempo y La Rioja se reincorporo a la intendencia de Córdoba el 15 de diciembre de 1817, apartándose a Brizuela y Doria.
Luego de la sublevación del Ejército del Norte en el motín de Arequito, Francisco Villafañe, afín a Ortiz de Ocampo, tomo rumbo hacia La Rioja y destituyó al gobernador Gregorio José González, y en un nuevo Cabildo Abierto el 26 de enero de 1820 se designó en carácter de interinato a Diego Barrenechea, como nuevo gobernador.
El 1 de marzo de 1820 en Cabildo Abierto las autoridades locales declararon, por segunda vez, definitivamente la Autonomía de la Provincia, y los vecinos de la elite local eligieron como intendente gobernador al general Francisco Antonio Ortiz de Ocampo. Declarándose La Rioja como entidad independiente, congresista, federal, republicana y democrática.

## Constituciones

### Constitución de 1855
El 29 de noviembre de 1854, bajo la presidencia de Justo José de Urquiza, se reglamentó el cumplimiento efectivo del artículo 5 de la Constitución Nacional. Este artículo prescribía a las provincias sancionar una Constitución Provincial, reconociendo su autonomía y preexistencia al estado nacional. Esta medida también buscaba resolver posibles incompatibilidades con la Carta Magna Nacional en futuras experiencias.

#### Convocatoria a elecciones de la primera Convención Constituyente
En 1855, Francisco Solano Gómez, Gobernador y Capitán General de La Rioja en ese momento, decretó la convocatoria a elecciones para la primera Convención Constituyente, encargada de redactar el texto constitucional. Las elecciones se llevaron a cabo el 30 de enero de 1855 y el 19 de marzo del mismo año comenzó el proceso de deliberación.
El 23 de marzo de 1855, tan solo cuatro días después, la Convención Constituyente finalizó la redacción del texto constitucional. La celeridad de este proceso se atribuye, según historiadores y constitucionalistas, a que los convencionales tomaron como referencia la Constitución de Mendoza y la Constitución Nacional, una práctica habitual en la época.
La primera Constitución Provincial de La Rioja constaba de 75 artículos, divididos en nueve capítulos. Estos establecían la organización y estructura de los tres Poderes Provinciales, el Poder Municipal, los requisitos para una Reforma Constitucional, las Disposiciones Transitorias y un Apéndice.

#### Aprobación y juramento de la Constitución
El 25 de agosto de 1855, el texto remitido al Congreso Nacional fue aprobado con la salvedad de algunos artículos, incluyendo el artículo 70, que otorgaba al gobernador la facultad de declarar estado de sitio en el territorio provincial. Finalmente, el 23 de diciembre de 1855, aceptadas las enmiendas del Congreso Nacional, el gobernador realizó el acto de juramento de la Constitución Provincial en la Iglesia Catedral de La Rioja.

### Constitución de 1986
El 28 de diciembre de 1984, el entonces Gobernador y posterior presidente de Argentina, Carlos Saúl Menem, envió a la Legislatura de La Rioja el Mensaje N°84 del Poder Ejecutivo, solicitando la revisión y reforma de la Constitución Provincial. El 22 de marzo de 1985, se promulgó la ley 4469/85, que establecía la necesidad de una nueva Asamblea Constituyente.
El 14 de agosto de 1986 se sancionó la nueva Constitución de La Rioja, que, estando vigente hasta la fecha, fue reformada por última vez en 2024. Entre sus novedades se incluyeron, por primera vez, cambios significativos en su preámbulo, convirtiéndolo en el más extenso entre las demás constituciones provinciales. Este preámbulo buscaba sintetizar el pensamiento ideológico de las reformas previas, evocando el federalismo, el liberalismo, la justicia social y haciendo homenaje a figuras de trascendencia histórica de La Rioja, como Ángel Vicente Peñaloza y Juan Facundo Quiroga. Según intelectuales como Pedro José Frías, este énfasis en dichas personas se debe a una reconstrucción histórica de figuras fundantes para la provincia.

"Los representantes del pueblo de la provincia de La Rioja reunidos en Convención Constituyente y en cumplimiento del mandato conferido, Invocando a Dios fuente de toda razón y justicia

Creemos en la primacía de la persona humana y que todos los hombres son iguales en dignidad, tienen derechos de validez universal anteriores a esta Constitución y superiores al Estado; que la familia es célula básica de la sociedad y raíz de su grandeza así como ámbito natural de la cultura y la educación; que el trabajo es deber y derecho de todos los hombres y representa la base del bienestar de toda comunidad organizada; que la justicia es valor primario de la vida y que el ordenamiento social se cimenta en el bien común y la solidaridad humana.
Decididos a promover la creación de una sociedad justa y libre, exenta de toda discriminación por razones de credo, raza, sexo o condición social, abierta a formas superiores de convivencia y apta para recibir y aprovechar el influjo de la revolución científica, tecnológica, económica y social que transforma el mundo. 
Resueltos a consolidar un Estado democrático basado en la participación popular que garantice a través de instituciones estables y legítimas la plena vigencia de todos los derechos que esta Constitución reconoce y consagra; Procuramos consolidar los intereses históricos de nuestro pueblo vigorizar las expresiones de la cultura regional como base de la identidad popular y condición de la unión nacional y latinoamericana; Proclamamos la dignidad creadora del trabajo, la participación de todos en el disfrute de la riqueza, el respeto de la Constitución y la ley por gobernantes y gobernados, la periodicidad y la efectiva responsabilidad de quienes ejercen la función pública; 

Evocando la gesta justiciera de Juan Facundo Quiroga, Ángel Vicente Peñaloza, Felipe Varela y todos nuestros próceres, héroes y luchadores sociales y el largo combate de nuestro heroico pueblo riojano para alcanzar un verdadero federalismo y un definitivo régimen de libertad y justicia social; En nombre de nuestro pueblo, sancionamos y promulgamos esta Constitución para la provincia de La Rioja"
Preámbulo de la Constitución de la Provincia de La Rioja (1986)

La Constitución Provincial de 1986 incorporó las siguientes innovaciones en la legislación local:
- La definición del gobierno como representativo, republicano, democrático y social.
- La creación de un extenso apartado de artículos en reconocimiento a los Derechos Humanos. Entre ellos, prohíbe la restricción de la libertad de tránsito e incorpora las figuras de la acción de amparo y habeas corpus (posteriormente sancionadas por la Constitución Nacional en la reforma de 1994). Este apartado también reconoce el derecho al trabajo, la protección familiar, la protección del niño y del adolescente, la protección a la ancianidad y la protección al discapacitado.
- La reducción de la cantidad de integrantes de la Legislatura Provincial, mediante el artículo 162 y las leyes 4826/86 y 4863/87, ratificadas en Consulta Popular.

## Reformas

### Reforma de 1865
En el contexto de la primera Reforma Constitucional Nacional, la Guerra entre la Confederación Argentina y el Estado de Buenos Aires, y la ruptura del Tratado de La Banderita, junto con el posterior asesinato del caudillo Ángel Vicente Peñaloza, se preparaba una reforma a la Constitución Provincial para perfeccionar su contenido.
En este clima, la legislatura de la provincia sancionó, con carácter de Ley, el 13 de diciembre de 1864, la necesidad de reformar la Constitución riojana, especificando que su ejecución debía realizarse el 23 de marzo de 1866, cumpliendo con el plazo de diez años para cualquier modificación en el texto, establecido previamente en 1855. También otorgaba la libertad de reformar todo lo que la nueva Asamblea Constituyente considerara conveniente.
El 2 de abril de 1865, veinte días después de la constitución de la Asamblea, se sancionó el nuevo texto constitucional, que fue jurado el 25 de mayo de ese mismo año bajo la gobernación del Coronel Julio Campos.
Esta reforma introdujo novedades como la protección de la libertad electoral, el derecho a la educación primaria y la garantía de la libertad de prensa:

"Se prohíbe al Gobernador de la Provincia, y sus ministros, toda injerencia directa o indirecta en las elecciones populares. Cualquier autoridad de la ciudad o campaña que por si u obedeciendo órdenes superiores ejerza coacción directa o indirectamente en uno o más, ciudadanos, comete atentado contra la libertad electoral y es responsable individualmente ante la ley"
Articulo 9, Capitulo I, Constitución de La Provincia de La Rioja (1865)

En el mismo sentido, fue una de las primeras constituciones provinciales de Argentina en reemplazar la designación de un “cabildo” por una “municipalidad” en lo que respecta a las divisiones departamentales internas.